# Ghislaine De Boom
Ghislaine De Boom (Torhout, 29 augustus 1895 - Etterbeek, 26 september 1957) was een Belgische historica.
Zij doctoreerde in de Wijsbegeerte en Letteren aan de Université Libre de Bruxelles met de grootste onderscheiding (1922). Het jaar nadien was ze de eerste vrouw ooit die de eerste prijs won van de Concours Universitaire. Haar thesis had als titel: Les ministres plénipotentiaires dans les Pays-Bas Autrichiens, principalement Coblenz. Haar thesis werd in 1932 gepubliceerd door de Académie royale des sciences, des lettres et des beaux-arts. De jury was onder de indruk van het gebruik van nog nooit eerder gebruikte archiefstukken.
Zij werkte als conservator in de Koninklijke Bibliotheek van België in Brussel. Een kwart eeuw werkte ze op de afdeling Manuscripten (circa 1925 - 1950) en nadien was ze het hoofd van de afdeling Kopergravures (1950-1957). 
Naast haar archiefwerk publiceerde ze in diverse tijdschriften over de Habsburgers in de Nederlanden van de 16e eeuw. Ze hield in haar publicaties het midden tussen vulgariserend werk en origineel opzoekingswerk. Onder ander publiceerde ze over Maria van Hongarije, Margaretha van Oostenrijk en Eleonora van Oostenrijk. Ze toonde zich tevreden om het miskend politiek talent van Eleonora eens bekend te kunnen maken in haar publicatie.

## Publicaties
- Les ministres plénipotentiaires dans les Pays-Bas autrichiens, principalement Coblenz, 1932.
- Manuscrits flamands sur parchemin noir, in: Handelingen van het Genootschap voor geschiedenis, 1932.
- Marguerite d'Autriche-Savoie et la Pré-Renaissance, 1935.
- Correspondance de Marguerite d'Autriche et de ses ambassadeurs à la Cour de France, 1529-1530, 1935.
- Charles Quint, prince des Pays-Bas, 1942.
- Éleonore d'Autriche, reine de Portugal et de France, 1943.
- Ysabeau d'Autriche et Don Carlos, 1945.
- Marguerite d'Autriche, 1946.
- Don Carlos, 1955.
- Marie de Hongrie, 1955.